# キリスト教とユダヤ教
キリスト教は第二神殿時代のユダヤ教にルーツを持ち、西暦1世紀に2つの宗教に分かれた。
キリスト教はイエス・キリストを通して結ばれた新しい契約とそれに付随する勧告を重視し、新約聖書を聖典とする。ユダヤ教はモーセのシナイ契約とそれに付随する伝承を重視し、トーラー(モーセ五書)とタルムードを聖典とする。

キリスト教徒は、罪を悔い、信仰と行動を通してイエス・キリストを神、救い主として受け入れることにより、個々人が救済されることを信じる。
ユダヤ教徒は、伝統、儀式、祈り、倫理的行動を通して神と永遠に対話することにより、個人とすべての民が救われることを信じる。
キリスト教は一般的に三位一体と受肉を信じている。
ユダヤ教は神の唯一性を強調し、人間の形を取った神というキリスト教の概念を排除する。

## 自意識
ユダヤ教の目的は、神とユダヤの人々の間で結ばれたシナイ契約のみを実践することにある。
トーラーは、ヘブライ語聖書(旧約聖書はキリスト教徒の使う名称)であれ口伝律法であれ、この契約について物語り、契約の条件を供給する。
口伝は、ユダヤ人がこれらの契約を守るための大切な導きであり、ミシュナーギッティン60bに「聖なる神よ、祝福あれ、主とイスラエルの契約を結ばれぬように、口伝律法の美徳によるものでない限り」とあるように、彼らが聖い生活を贈る方法を学び、神聖と平和と愛とをこの世にもたらす手助けとなる。そのため、この世はケドゥシャー(kedushah、アミーダー第3）の高みに至るのである。 
元はトーラーを学び実践することでそれが可能となるとされたが、第二神殿の破壊以降、ミシュナーソター49aに「神殿の破壊以来、人生は以前と比べ呪われたものとなっている。世界を救えるのはケドゥシャー・・・とトーラー学びの後に交わされる議論だけである。」とあるように、祈りを通して行われるという。
アミーダーの採用以降、イザヤ書6:3に「聖なるかな、聖なるかな、聖なるかなヤハウェ、万軍の主、主の栄光は全世界に満ちる。」とあるように、本来はユダヤ人にとって日々の義務であり神を聖別するものであったトーラー研究の代わりに、宣言を通して神の承認を得る。
学びと祈りを日に3回繰り返すことは、個々のユダヤ人と神とで交わされた最初の契約を確認することであり、神との関係を途切れることなく維持することにつながる。
これによりコミュニティとしてのユダヤの人々は、イザヤ書42:6の予言「主たる我は、義をもって汝を召し、汝の手をとり、汝を見守る。汝を民の契約とし、諸々の国々の光とする。」を成し遂げようと努めることが許される。
それは、歴史の推移や、平和と清浄の時代をもたらす神の意図をも超える。
そこでは誠実な生き方と良き行いは、それ自体が目的であり、手段ではない。
キリスト教の目的は、使徒言行録でいう「道」に示されるように、救済への唯一有効な経路を人々に提供することである。
異邦人(非ユダヤ人)キリスト教徒という条件でのみ、「道」はクリスチャンと称される。
キリスト教神学者のアリスター・マクグラスによると、ユダヤ人キリスト教徒は、当時のユダヤ教(第二神殿時代)のあらゆる点を肯定した上で、「イエスは救世主である」という信条を付加している。
イザヤ書49:6はイザヤ書42:6に「非常に似通っており」、使徒言行録13:47ではパウロにより引用され、ユスティノスにより再解釈された。
パウロを代表とするキリスト教徒の著述家によれば、人々は現状のままでは罪に満ちていると、聖書は教えている。
また新約聖書は、イエスは人の子であると同時に神の子であり、位格的結合によって、子なる神、神の化身となる。
イエスが磔刑に処せられたのは、人間の罪をあがなうための犠牲であり、イエスを救世主として、また主として受け入れることで神罰から逃れ、永遠のいのちを得ることができる。
イエスは新しい契約の仲介者である。
モーセのシナイ契約とは対照的に、有名な山上の垂訓についてキリスト教神学者の幾人かは、新しい契約の倫理を宣言したものであると考えている。
予型論的解釈の項を参照。

## 国粋か普遍か
タナハあるいはヘブライ語聖書の主題は、イスラエルの子らの歴史、特に彼らとその神との関係である。
したがってユダヤ教は、文化とも文明ともみなされる。
再建派創始者のラビ・モルデカイ・カプランMordecai Kaplanはその著書『 Judaism as a Civilization 』で、ユダヤ教は進化する宗教文明だと定義した。
その重要な徴候の1つとして、ユダヤ人であるために何かを信じる必要も、行動する必要もないことが挙げられる。
「ユダヤ人であること」の歴史的な定義には、ユダヤ人の母から生まれているか、ハラーハーに沿ってユダヤ教に転向することが必要とされる。
ただし今日では改革派も再建派もともに、ユダヤ人の父と非ユダヤ人の母との間に生まれた子であっても、ユダヤ人として育てられていれば、それをそのまま受け入れる。
ユダヤ教徒の多くにとってユダヤ人の民族性は、神との関係性と密接に結びついているもので、神学上においても強い構成要素となっている。
この関連性を端的に表すのが、ユダヤ人の選民思想である。 
慣習を固く守るユダヤ人にとって本来選民とは、神との契約の中にあって、その契約に伴う義務として一定の法にも当然従い、神との契約を選択したイスラエルの子らである。
彼らは神の意図とは、理想的な「国の光」「神聖な民族」となること、すなわち神の意志に従って人生を過ごして他への例証となることであって、「神へと至る道」ではないと考える。
ユダヤ人にとって救済とは、神から惜しげなく与えられるものであり、法の遵守は神の恵みに応える1つの方法である。
ユダヤ人は、他の国家や民族にはモーセの戒律の遵守を要求したり期待したりしない。
しかし例外としてユダヤ教徒の信じる唯一の法律ノアの七つの戒めには、他の国民も来世の席を確約したければ、自然と拘束されることになる。
このように民族宗教としてのユダヤ教は、ノアの七戒に矛盾しない限り、他の宗教にも、神や神聖や救済へとつながる独自の異なった道が存在することを否定しない。
ユダヤ人のアイデンティティーにおいて民族性と文化が大きな意味を持つ一方で、ユダヤ人が自分をユダヤ人だと定義する方法は、一つではない。
非宗教的なユダヤ人がいて民族性や文化を基準とする一方で、宗教的なユダヤ人はそれに同意しない。
むしろ彼らは、ユダヤ人の定義をユダヤ教の環境で判断している。
その流れでいえば、宗教的な転向者は、非宗教的で民族的なユダヤ人と比べて、よりユダヤ人らしいと感じられる。
ラビ・カプランがユダヤ教は文明だと定義する一方で、多くの人はそれに同意せず、宗教的な伝統と遵守の千年は、単なる文明以上であると述べている。
慣習を固く守るほとんどのユダヤ人は、ユダヤ教は愛の物語だという。
ユダヤ教とキリスト教は、崇拝に値する真の神はただ一人であるという信仰理念を共通して持っている。
ユダヤ教ではこの真のただ一人の神を、比類なく、安易に口に出すこともできないほど神聖な存在だと考える。
おそらくユダヤ教徒にとっては、「すべての存在の源」「顕在化」「創造主であり命を維持する方」という表現は、神についての一部分を捉えたものにすぎない。
神が不変である一方で、神に対する人の認識は変化することから、ユダヤ教徒は神の存在についても新しい経験を受け入れる。
キリスト教では、少数の例外を除き、真のただ一人の神は父なる神、子なる神、聖霊なる神という三つの位格を持つ。
神は昨日も今日も明日も不変であるため、キリスト教徒は一般的に、神について理解するためにヘブライ語とキリスト教の両方の聖書を読む。
キリスト教の特徴には、その普遍性が挙げられる。
現代ユダヤ教のアイデンティティーや思想とは大きく隔たっているが、キリスト教のルーツはヘレニズム・ユダヤ教にある。
キリスト教徒は、神がアブラハムやイスラエルの民と交わした約束を、代わって遂行するのがイエスであり、イスラエルはすべての民にとって神の恵みだと信じている。
キリスト教徒の多くは、法がイエスによって「完成され」て、信仰とは無関係になったと考えている。
ユダヤ教徒ほかすべての異邦人はキリスト教徒になり得るため、キリスト教徒は一般的に、自分たちの宗教は非常に包括的であると信じている。
しかしユダヤ教徒はキリスト教を、非常に排他的だと感じている。
これはキリスト教の一部の宗派が、ユダヤ教その他の非キリスト教徒は神との関係が不完全なために、神の恵みや救済、天国や永遠の命から除外されるとすることによる。
一部のキリスト教徒にとって、イエスは恩寵をもたらす救世主であると信じることは「明白な」規定の信条であり、他の方法で救済を得ることはできない(プロテスタントでいうキリストのみ、カトリックでいう教会外に救済なし、二契約神学を参照)と考える。
カトリックでは、聖別の恩寵は通常サクラメントを通じて得られるが、サクラメントの外でも与えられる(Invincible ignorance fallacy を参照)。
2つの宗教のこの違いは重要であり、他にも影響を及ぼすことになる。
一例を挙げれば、ユダヤ教へ改宗する場合、転向者はユダヤ教の基本的な信仰原則を受け入れねばならず、他のすべての宗教を捨てなければならない。
その過程は養子縁組や国籍変更にも似ており、転向者は「アブラハムとサラの子」となるとされる。
歴史的・宗教的理由から、ユダヤ教徒は他者をユダヤ教に勧誘することを奨励されていないため、ユダヤ教に改宗したいと思う者自らが率先して行動する必要がある。
対照的にキリスト教は、大宣教命令に従って各宗派ほとんどが積極的に転向者を募っており、キリスト教への改宗は通常、信仰宣言となる
(しかし一部宗派はキリスト教コミュニティへの加入を、また正教会は信者の一団のメンバーになることをこれに代える)。
キリスト教とユダヤ教は、どちらもそれぞれの信者の多様な文化から影響を受けている。
例えば、東ヨーロッパと北アフリカ出身のユダヤ教徒は、同地区の非ユダヤ教徒と同じものを食べているが、信心深いユダヤ人は、すべての食材調整がカシュルートに適合していなければならないと考える。
非正統派のユダヤ教徒と著名な歴史家によれば、ユダヤ教のトーラーもまた周囲の文化の影響を受けているという。
例えば一部の学者は、ユダヤ教で唯一絶対の神が形成されたのは、アケメネス朝ペルシア支配下、ゾロアスター教の二元論に対する反動からだと主張している。
またユダヤ教徒が中世に複婚を否定したのは、周囲のキリスト教徒に影響されたためだという。
正統派のユダヤ教徒からも、ユダヤ人の慣習が周囲に感化されて変化した例が挙げられている。
この理由から、ヨセフ・カロ著『シュルハン・アルーフ』がユダヤ律法の権威ある規約となるために、モーゼス・イッサーリスが地域習慣の変化について解説を付け加えるのを待たなければならなかった。

## 聖典
ヘブライ語聖書は、トーラー(ヘブライ語で教えの意。七十人訳聖書は「ノモス」「律法」と訳している)、ネビイーム(預言者の意)、ケトゥビーム(諸書の意)の3つの部分から成り立っており、これらを総称してタナハと呼ぶ。
ラビ・ユダヤ教ではトーラーは、神がモーセに示したものであり、その中には613のミツワーを含むとされる。
伝統的にラビの教義では、神はモーセに、成文のトーラーと口伝律法との2つのトーラーを示したとする。
書かれたトーラーが定型を持つのに対し、口伝律法は生きた伝統であり、書かれたトーラーの補足というだけでなく(たとえばシェヒーターの適切な方法や、シェマーにおける額飾りの意味など)、それについて理解し語るための手順でもある(シナイ山で示された口伝律法には、モーセよりかなり後世のラビ達が議論した内容も含まれる)。
聖書にもある口伝律法の詳細な説話や、ラビについての物語は、アッガーダーと呼ばれる。
そこにはハラーハーと呼ばれる613の戒律も含まれる。
口伝律法の内容はイェフーダー・ハン＝ナーシーによりミシュナーとして西暦200年に編纂された。
さらに多くの口伝律法がバビロニアとエルサレムのタルムードとして、それぞれ600年と450年に編纂された。
タルムードは重要なもので、法と伝承とを結びつけ、ミドラーシュ註解を解釈し、千差万別な解釈に分かれる聖書や判決に関しラビ間で議論を闘わせるにも欠かせない。
ミシュネー・トーラー、アルバーアー・トゥーリーム、シュルハン・アルーフは、タルムードの写本から著名なラビたちが法的規約を抜き出したもので尊重されている。
シュルハン・アルーフは初期の規約に基づいており、モーゼス・イッサーリスが解説で補っている。
それによれば、他の慣習はさまざまなコミュニティ、特にアシュケナージのユダヤ教徒らにより実践され、通常正統派ユダヤ教徒により権威づけられている。
13世紀に書かれたゾーハルは通常、最も重要なユダヤ神秘主義の論文と位置付けられている。
現代のユダヤ教派はすべて、タナハ、ミシュナーとタルムードの口伝律法を聖典とするが、神の啓示や権威に関する部分で主張が分かれている。
ユダヤ教徒にとってトーラーは、成文であれ口伝であれ、神と人との関係について知るための基本的な指針であり、幾世代も何千年もの間に渡って新しい洞察を展開してきたし、これからもそれが続くであろう、生きた文献である。
これを表して、「トーラーを何度も何度もめくりなさい、すべてはその中にある」という格言がある。

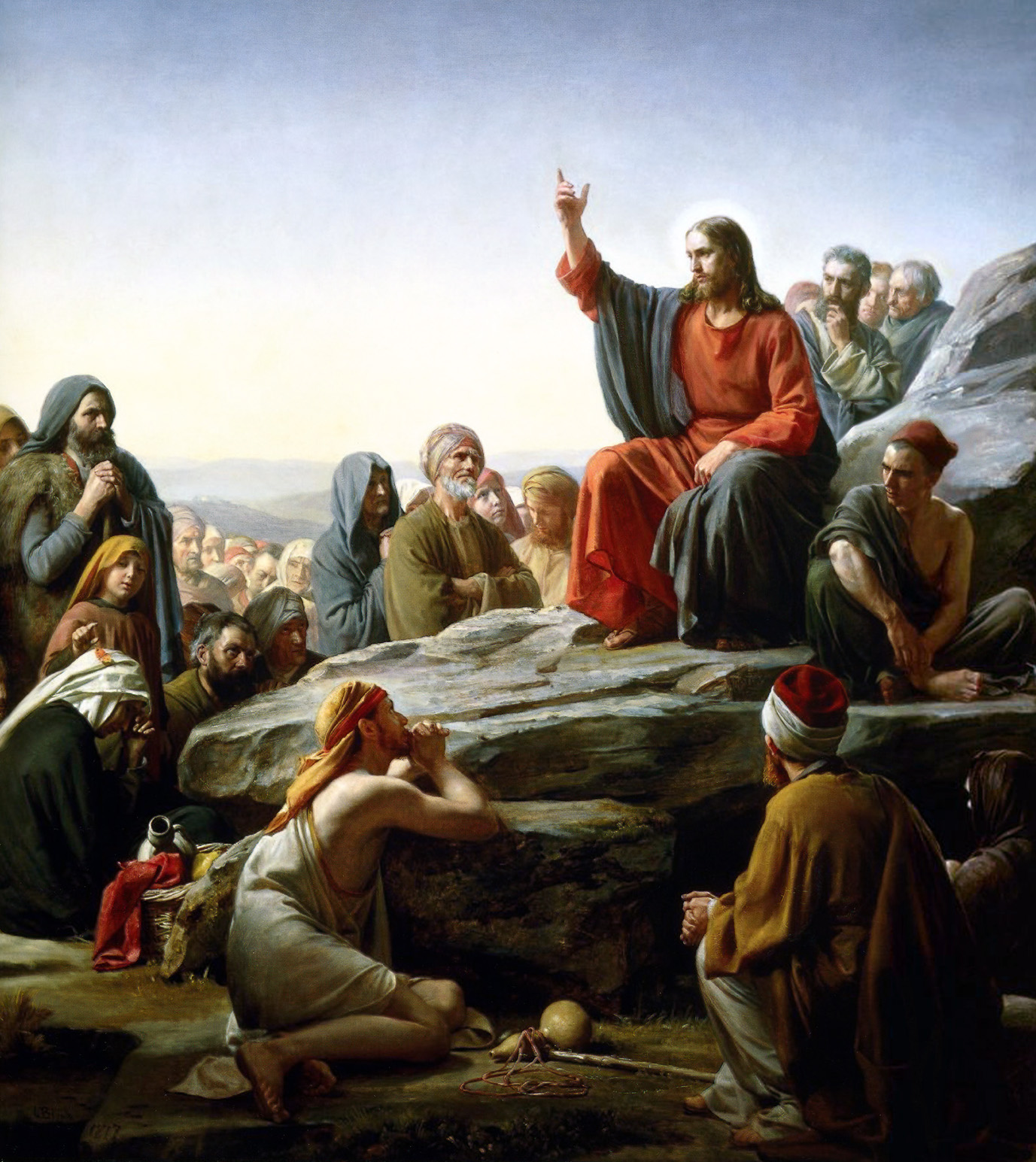
イエスは山上の垂訓で古い契約にも触れている(マタイ 5:17-48)。一部の学者はこれを、出エジプト記シナイ山への旅にあるモーセの十戒の対型だと考えている。

キリスト教は、トーラーとヘブライ語聖書の一部を聖典とみなしている(旧約聖書、モーセ五書を参照)が、通常ヘブライ語やアラム語で書かれたマソラ本文ではなく、コイネー・ギリシア語で書かれた七十人訳聖書の訳本を使用する。
解りやすい例を2つ挙げる。
- イザヤ書 7:14 -- 「処女」と「若い女性」
- 詩篇 22 -- 「彼らは私の手足を突き通した」と「(彼らは)ライオンのように私の手足に(攻めかかる)」

本の名と順序はユダヤ教に伝統的なものがあるが、キリスト教では改めてまとめ名付け直して、七十人訳聖書に近いものとなっている。
キリスト教の一部宗派(英国国教会、カトリック教会、東方正教会など)が聖書正典に含めている幾冊かの本は、現代のユダヤ教正典にもキリスト教のヘブライ語聖書にも含まれていないが、七十人訳聖書には含まれているものがある(外典、第二正典など。Development of the Old Testament canonを参照)。
キリスト教が口伝律法を正典として受け入れないのは、それが口伝であってイエスの時代の形式で記録されていないからである。
。
キリスト教では、神はイエスを通じて人々と新しく契約を結び直したと考える。
新しい契約を記録したものが、福音書、使徒言行録と書簡その他を総して新約聖書と呼ばれるものである。
新約聖書 the New Testament の Testament という語はテルトゥリアヌスに由来しているが、通常は「契約」と理解される 。
カトリック教会や正教会など一部のキリスト教徒は、新しい契約には聖伝や教会法が含まれていると考える。
しかし特にプロテスタントは、その伝統の典拠を認めず「聖書のみ」の原則を堅持し、聖書本体だけを教義と慣習の最終的な拠り所とする。
さらに一部の宗派には、使徒継承により今日まで伝えられてきた「イエスが使徒に与えた口伝」を含むものもある。
キリスト教では、イエスに関する聖書を新約聖書と呼び、規範についてのヘブライ語の本(トーラー)を旧約聖書と呼ぶが、これは置換神学に基づく表現である。
ユダヤ教は、聖典を「古い契約」と称するレトロニムを認めず、新約聖書を「キリスト教の聖書」と呼ぶ。
ユダヤ教はまた「新しい契約」が、成文もしくは口伝のトーラーの代わりを果たす、トーラーを廃止する、トーラーを成し遂げる、あるいはトーラーの発展形である、完成形である、という主張のすべてを拒絶する。
したがって、モーセ五書がキリスト教徒に及ぼす権威を、キリスト教がいくばくも認めないのと同様、ユダヤ教は、新約聖書がユダヤ教徒にいかななる宗教的権限を持つことをも認めない。
多くのユダヤ人からすれば、キリスト教はトーラーやモーセの十戒に対してきわめて曖昧な見解を持っているように見える。
「神の言葉は絶対である」という一方で、キリスト教徒は戒律を恣意的に選択しているように思えるからである。
キリスト教徒は見解を補強するために旧約聖書から戒律を引き合いに出す一方で、同じような重みをもつはずの他の戒律を無視していると、一部のユダヤ教徒は主張する。
たとえば、神はいくつかの戒律を「永遠に」残せと明言した(出エジプト記 31:16-17、出エジプト記 12:14-15)し、いくつかの行動を忌まわしい行為として禁止したが、キリスト教宗派の大部分でそれらは禁止されていないと指摘する。
このような恣意的選択の基盤となっているのは、初期のユダヤ人キリスト教徒が使徒言行録の中で、エルサレム会議の際に下した判決であると、キリスト教徒は説明する。
この会議では、異邦人はユダヤ教に完全に改宗する必要はないとされた一方、偶像崇拝、姦淫、流血、(解釈によっては)同性愛を避けるといった、一部分のトーラーには従わなければならないとされた。
この見解は現代のユダヤ教にも引き継がれ、ゲール・トーシャーブ(正しい異邦人)はユダヤ教に転向する必要はないが、ノアの法だけは遵守する必要がある。
ノアの法もまた、偶像崇拝、姦淫、流血を禁じている。
イエスを受け入れたユダヤ人もトーラーのすべてを遵守すべきであることに、一部のキリスト教徒は同意する(二契約神学を参照)。
これは、イエスからユダヤ人へ向けての、トーラーを無視する理由に自分を利用しないようにとの警告による。
またメシアニック・ジュダイズムは、キリスト教からもユダヤ教からも、キリスト教の宗派の1つと見なされているが、彼ら二契約神学論者はメシアニック・ジューを支持する。
一方、一部のプロテスタント派はモーセの律法の遵守を全面的に否定する。
その否定はイエスによる律法にまで及び、マルティン・ルターはその無律法主義を批判した
(詳細はAntinomianismを参照)。
少数のキリスト教派は、キリスト教徒でありながらトーラーに従うことで知られる。
新しい契約のもとで神に従う者すべて、すなわち異邦人にさえ、モーセの律法が適用されると考える。
これは、神の命令は「永遠」で「よいもの」だと見るからである。

## 神の概念
ユダヤ教徒とキリスト教徒はともに、アブラハム、イサク、ヤコブの神を信じる。
ユダヤ教徒にとってはタナハの神、キリスト教徒にとっては古い契約の神であり、創造神である。
ユダヤ教とキリスト教の主要な分派は、神が肉体的な存在として世界のうちに存在するという内在の考え方を否定している。
しかしこれを聖霊の概念と見なす者もあれば、三位一体論者のキリスト教徒は神の化身を信じてもいる。
どちらの宗教も、神はまったく超絶的で、西暦紀元前のギリシアの知られざる神のように世界とは分離しているという考え方を拒絶する。
どちらの宗教も、無神論、多神教のどちらをも否定する。
どちらの宗教も、神の超越性と内在性を共有している。
2つの宗教がこの問題をどのように解釈しているかが、すなわち2つの宗教の相違点である。
キリスト教は、神は三位一体として存在するという。
この考え方では、神は3つの別個の位格として存在し、1つの本質もしくは実質を分け合うことになる。
3つは1つで、1つは3つなのである。
神は1つで分割することはできず、父なる神、子なる神、聖霊という3つの位格も明瞭で混乱もないとする。
神は特に子なる神への受肉を経て、物理的な意味で内在的になったことを示す。
子なる神はナザレのイエスとして生まれ、完全なる神であると同時に完全なる人であると考えられている。
キリスト教徒を自認しながらも、これらの教義の一部を否定する宗派もある(Nontrinitarianism参照) 。
対照的にユダヤ教は、神は1つの実体であって三位一体論は理解不能、かつ「神は1つ」と教えた聖書に対する違背だと考えている。
ユダヤ教は、イエス他どんな人や物でもそれが「神」たりえるという概念、物理的な形であれ分身という形であれ神が「息子」を持つという概念、そもそも神がそのような流儀で物質世界に関わるという概念のすべてを拒絶している。
ユダヤ教が教徒に提示するのは、神の卓越を表す言葉「アイン・ソフ(無限の意)」と内在を表す言葉「シェキナー(内在の意)」の言葉だけであり、それも神の在り様2つを記すための、人間の言葉でしかない。
神は唯一であり不可分なのである。

## 正しい行動

### 信仰と善行
ユダヤ教は、どうすれば正しく行動できるか人々に教えるのがトーラーの目的だとする。
神の存在は、ユダヤ教にとっては自明の理であり、権威者のほとんどが信仰問題として必修だとは考えていない。
トーラーはユダヤ人に神の信仰を命じていると専門家の一部はみなしているが、ユダヤ人は、ユダヤ教徒としての生活に神の信仰は、必要ではあっても十分ではない条件だと考えている。
ユダヤ教を表す典型的な言葉は「イスラエルよ、聞け」である。
これは、聖書の神は自分たちの神であり、唯一無二の存在であることを示す言葉である。
ユダヤ教を表す典型的な行動は、トーラーに明記された戒律「613のミツワー」に従って行動し、神に従って人生を送ることである。
このようにユダヤ教では基本的に、高徳であるためにこの世から離れるのではなく、神の律法に従ってこの世に高徳をもたらすことを求める。
キリスト教の多くもまた、神は人々に慈善を望むとするが、それだけが救済への道筋だという律法主義は、二契約神学以外のすべての支派で否定されている。
一部のキリスト教宗派は、救済はイエス信仰への変容次第だと考えている。
そしてその変容は、その人の信仰を目に見える形で証明(あるいは証言)するものとして、慈善行為という形で現れるというのである。
特に正教会とカトリックにその傾向がみられる。
一方、他の宗派はプロテスタントの多くを含め、救済に必要なのは信仰だけだと考えている。
元来は「信仰」の定義の問題であって、実質的にはそれほど大きな差異はないと主張する者もいる。
変容次第と考える派は一般に、「信仰」の語を「聡明な、心からの同意と服従」という意味で使う。
つまり人が人生を転換させて神に向かって初めて、信仰が救済をもたらすのである(Ontotheology参照)。
「信仰による救済だけ(ラテン語でソラ・フィデ)」を信じるキリスト教徒が定義する信仰は、暗黙のうちに存在論的なものとなる。
単なる知的賛同は、子の派にとっては「信仰」を意味しない。
信仰とは、定義上、人生を転換させることである。

### 罪
どちらの宗教においても、神の意に背くことは罪とされる。
罪は、思想、言語、行動のいずれでもありうる。
カトリックでは、罪をいくつかのグループに分類する。
神との関係を傷つけることは小罪と呼ばれ、神との関係を完全に断ち切ることは大罪と呼ばれる。
罪の救済なくては、人は神から永久に離れ、来世は地獄行きとなる。
カトリックと正教会どちらもおおむね罪とは「汚点」であり、精神的な傷や不浄であって、人間の姿や神の相似に損害を与えるものと定義する。
ヘブライ語には罪を意味する言葉が複数あり、それぞれが特定の意味を持つ。
「ペシャー」は権利侵害を意味し、反抗という罪を指す。
「アヴェイラ」は違反を意味する。
「アーヴォーン」は咎を意味し、道徳的な欠陥という罪を指す。
最も一般的に罪を意味する単語「ハッター」は、誤った状態になることを指す。
ユダヤ教徒の律法であるハラーハーは、適切に生きるための「道」を示しており、これから外れることは罪であると定義する。
ユダヤ教の教えによれば、人は自由意志とともに、イェーツェル＝ハットーブとイェーツェル＝ハー＝ラーアの両方を備え、道徳的にニュートラルな状態で生まれるという。
イェーツェル＝ハットーブは「善の衝動」の意で、善の方に向かう傾向と理解する者もあれば、生産的な人生を送る傾向、他社に関心を持つ傾向と理解する者もある。
イェーツェル＝ハー＝ラーアは「悪の衝動」の意で、悪の方に向かう傾向と理解する者もあれば、卑しく動物的なふるまいをする傾向、利己的な傾向と理解する者もある。
ユダヤ教では、すべての人は自由意志を持ち、進むべき人生を選び取る力があると信じられている。
善を選び取るのは不可能ではない、ただ時には少し困難なだけだ、と教える。
本人が望めば、たいていの場合「戻る道」も見つかるとされる。
ただし聖句では、中傷をする人、うわさ話をする人、意地悪な人など特定の分野では、戻る道は非常に困難だと警告している。
ラビは、イェーツェル＝ハー＝ラーアにも意味があると認める。
天地創造の際、神が創造の成果を五日目には「よい」と評価し、六日目には「とてもよい」と評価したことと同一視している。
イェーツェル＝ハー＝ラーアがなければ人は、結婚、子孫、商業その他、人間の営みの実りを得ることもなかっただろうと説明している。
イェーツェル＝ハットーブとイェーツェル＝ハー＝ラーアは、道徳的な善悪の問題ではなく、献身と利己の志向であり、正しく使えばそのどちらもが神の意志にかなうとする。
道徳的なバランスとみなすユダヤ教とは対照的に、キリスト教は原罪について、アダムとエバの不服従を罪の始まりとし、いわば精神的な遺産だと述べている。
キリスト教では、人はは腐敗し欠陥のある人間性を受け継ぎ、悪の傾向は以前よりもひどくなっていて、もはや来世で神と関係を結ぶこともできないほどだと教える。
これは、何か「有罪」であることを意味するのではない。
人はそれぞれ個人的に、自由意志で犯した自罪に対してだけ有罪なのである。
しかし、原罪に対するこのような理解の裏には、救世主による魂の救済が必要であるというキリスト教の教えがある。
そして救世主とは、たとえ人間が本質的に純粋とはいえず、救済に値しない存在であったとしても、罪を許し破棄してくれる存在であるとする。
パウロは『ローマの信徒への手紙』と『コリントの信徒への手紙一』の中で、この教義に特別に重きをおき、キリスト教徒はイエスに許され、死を克服し来世の救済を得ると説いた。
カトリック、東方正教会、プロテスタントの一部では、洗礼のサクラメントには、おのおのの傷ついた人間性を癒やし恩寵を回復する意味があると教える。
これはヨハネによる福音書の用語に従い、「水と聖霊とから生まれる」とされる。
大部分のプロテスタントは、個人がイエスを信じると決めた時に、救済の恩寵が得られると信じており、このバプテスマはすでに恩寵を得たことの象徴とされる。

### 愛
キリスト教もユダヤ教も愛を主要な概念とするが、文芸評論家のハロルド・ブルームはその著書『イエスとヤハウェ:神の名(未訳)』で、愛の概念が2つの宗教間で異なっていると主張する。
具体的には、ユダヤ教の愛の概念は正義と、キリスト教の愛の概念は慈善へとつながるという。
英語同様、ヘブライ語の「愛( אהבה 、アハヴァー)」は親密でロマンチックな感情や関係を表す言葉である。
キリスト教徒はしばしば七十人訳聖書を使って愛の種類を分類する。
「フィリア」は兄弟間、「エロース」は男女間、「アガペー」は自己犠牲の愛を指す。
ユダヤ人学者や神学者同様、ユダヤ教が基本的に愛の宗教であることを、ハロルド・ブルームはよく理解している。
しかし彼は、人がヘブライ語の愛の概念を理解するのは、ユダヤ教の中心的戒律の1つで第2大戒律と呼ばれる「隣人を自分自身同様に愛しなさい」(レビ記19:18)に見られるのみだと主張している。 
タルムードのヒレル兼ラビのアキバ・ベン・ヨセフは、これはユダヤ教の重要な要素だと注釈している。
この戒律は、ユダヤ教の信仰の核心でもある。
トーラーの3冊目であるレビ記は文字通り戒律の中心にあるが、ユダヤ人は歴史的にこれを重要で中心的なものとみなしている。
伝統的に、子どもたちがトーラーをレビ記から学び始めるし、レビ記に関する注釈文献は、最も詳細で最も長いものとなっている(バンベルガー1981:737参照)。
ニューヨークのラビのベルナール・バンベルガーは、「聖であれ」という神の戒律で始まるレビ記19:2に注目し、これを「聖書の最高潮、最も多く読まれ引き合いに出される部分」とした(バンベルガー1981:889)。
前記のレビ記19:18は、それ自体この章の極点である。

### 堕胎
唯一タナハで胎児に触れている箇所で、まだ生まれていない胎児を殺す堕胎と、すでに人として生まれた後の殺人とでは、罪の重さは同等ではないと明言されており、堕胎に対して与えられる罰も殺人に比べれば非常に軽いものとなっている。
タルムードでは、頭か体のほとんどが女性の体内から出て初めて、胎児は正式に人として認められると述べている。
したがって堕胎は殺人ではなく、抑制された状況の下で行われる妊娠中絶は、ユダヤ律法の下では合法であった。
11世紀の偉大な聖書・タルムード学者であるシュローモー・イツハーキー、通称ラシは、胎児は「人ではない」とはっきりと述べている。
タルムードに「胎児はその母の腿である」という表現もあり、胎児は妊婦の体の重要部分だと考えられている。
ミシュナーのナシーム69bには「胎芽は40日を過ぎるまでは単なる水に過ぎないと考えられる」と書かれており、誕生前の胎児を人間とはみなさないのだと思われる。
こういった考え方に賛同するキリスト教徒は、胎動以前の流産を関連付けるかもしれない。
胎児は女性の一部であって1つの個体とは考えないというユダヤ教の考え方に関連する節が、タルムードにはさらに2つある。
1つの項では、妊娠した牛を購入した人は、買った牛だけではなく、その牛から生まれた子牛と、両方の所有者でもあると述べている.。
もう1つの項では、妊婦がユダヤ教に改宗した場合、母親の改宗は胎児にも適用されるというものである。
仮に、女性の命を救うために妊娠中絶が必要だと医師が考えていれば、ユダヤ教はそれを支持するし、実際その権限を与えてもいる。
権威あるラビの多くは、胎児に著しい遺伝的欠陥が認められる場合、中絶を許可する。
望まぬ妊娠のため女性に自殺願望がある場合にも、中絶は許可される。
しかし家族計画や利便性のために妊娠中絶することを、ユダヤ教は許していない。
おのおののケースについては個々に決定されるべきで、その決断は、妊婦とその妊娠に責任がある男性、彼らのラビの責任において為されなければいけない。

### 戦争、暴力と非戦論
ユダヤ教とキリスト教とは、有効かつ拘束力を持つ教えとして道徳的なトーラーの教義を数多く共有している。
これら2つの宗教の倫理系統には、多くの共通部分がある。
にもかかわらず教義には、そうとうに大きな差異がいくつか見受けられる。
ユダヤ教には平和と和解に関して多くの教えが存在し、それによれば身体的な暴力は最後の手段とされている。
しかしタルムードでは「誰かが殺意をもって向かってきたならば、(殺されてしまうよりは)自己防衛による殺人も辞さない」ことを義務とする。
ユダヤ律法では自殺を禁じているが、のどをさらすことは自殺行為に等しく、殺人者が「盲人の前に障害物を置く」(つまり他者の邪魔をする)行為を幇助しているのも同じだという。
平和の法と自衛の義務との綱引きは、戦術的平和主義と呼ばれるユダヤ教の教えへとつながっている。
これは乱暴や暴力を可能な限り回避するが、自分や民族の生命を守る必要がある場合には力を行使するというものである。
通常ユダヤ律法では、神の徳を否定する行為として自殺を禁じている。
しかし殺されたりユダヤ教への裏切りを強いられたりといった極限状況のもとでは、ユダヤ人は自殺や集団自殺を選ぶ。
この時代の恐ろしい名残として、ユダヤ教の典礼には「ナイフがのどに押し当てられたとき」の祈りや 死に際して「神の名をことほぐ」祈りさえ存在する(殉教を参照)。
これらの行為に対しては、ユダヤ教の権威の中にもさまざまな反応がある。
一部のユダヤ人が彼らを英雄的な殉教者とする一方で、ユダヤ人は常に殉教の覚悟を持つべきだが自身で命を絶つのは間違いだと考える者もいる。
ユダヤ教は現世に重きを置く宗教であり、ラビたちは生存と対立に関する多くの論点について、神を信仰する者はそのような状況下でどうあるべきかを理解するため、タルムードに基づいて非常に深く掘り下げて論議した。
たとえば古典的な道徳的ジレンマの例として、砂漠に取り残された2人の持っている水が1人分しかない場合などが挙げられる。
山上の垂訓の記録によれば、誰かが頬を叩きにきたら、もう一方の頬も差し出せとイエスは教えたという。
これに従いプロテスタントの4つの宗派は平和主義的神学を発達させ、乱暴や暴力を常に回避しようとする。
彼らは歴史的平和教会として知られ、キリストの非暴力の教えを神学に取り入れ、暴力の行使場面に適用しようとしてきた。
これらの宗派には、クエーカー、メノナイト、アーミッシュ、ブレザレン教会が含まれる。
キリスト教国家や連合の大多数はこの神学を採用せず、実際問題としてそれに従うことはなかった(マタイ伝 10:34参照)。

### 死刑
ヘブライ語聖書では死刑について多くの記述が割かれているが、ユダヤの賢人たちにはサンヘドリンで死刑を宣告する権限はほとんどなかった。
極刑に値するような罪を犯し死刑が適用されそうな場合でも、それが故意ではなく過失であれば、逃れの町その他の聖域を頼ることができた。
ユダヤ教のタルムードでは死刑について「70年に2人以上の死刑が出るような法廷は、野蛮で血にまみれた法廷だという誹りをまぬがれないだろう」と述べている。
通常キリスト教では、異端に対する刑に死刑を適用していた。
異端とは、神の御心に対する一般的な考え方を否定することであり、ウィッチクラフトその他の非キリスト教的慣習を含む。
例えばスペインでは、改宗を拒むユダヤ人は追放され、圧力のもと表面的には洗礼を受け入れつつも、ユダヤ教徒としての慣習を密かに継続していたような場合、死刑が課せられた。
現在ではキリスト教の宗派のほとんどが、過去このような場合に死刑が適用されていたことを、非常に道義に反する行為だったと認めている。

### 食についての禁忌
正統派ユダヤ教では、多くのキリスト教徒とは違い、食に関する多くの制限と規則を今も守っている。
キリスト教徒のほとんどは、カシュルートは置換神学されたと考えており、その例としてマルコによる福音書7「食べものが人を汚すことはありえない、人の心から生じるものが人を汚すのだ」というイエスの教えを挙げている。
しかしカトリックと正教会は、宗派独自の食の規則を有している。
特に正教会には断食に関して非常に細かく厳しい規則があり、エルサレム会議におけるローマ教皇の布告を今も守っている使徒言行録 15。
キリスト教の一部宗派は、ラスタファリ運動#食のアイタルのように、聖書の食の法の一部を守っている。
エホバの証人は血液の使われた食べ物を拒絶し、同じ観点から輸血を拒むことでも知られている。

## 救済
ユダヤ教では、人間は本質的に、欠点だらけで罪深く、救いの手を必要とする存在だとは見なしていない。
だからこそ人間には、自由意志で自己を高潔にたもつ能力があると考える。
キリスト教とは違って、ユダヤ教では、ユダヤ人のメシアによる新しい契約と「救済」とを密接に結びつけては考えない。
しかし新しい契約のもと、神の戒律を守る新たな国家の建設にユダヤ人が関与することと信じている。
そしてユダヤ人のメシアが世界に平和をもたらし、すべての人々から神の容認を得ると信じている
。
ユダヤ教では、適切な生活は慈善行為と心からの祈りを通して形成され、神への信仰をも強くすると考えている。
ユダヤ教ではまた、異邦人も「来たるべき世界」で役割を得ることができると教える。
これを成文化したものには、ミシュナーのアボット4：29、アヴォダー・ザラー10b、ケトバー111b、マイモニデスの12世紀の法律規約『ミシュネー・トーラー』、『王の法律( Hilkhot Melachim )』8.11 が挙げられる。
プロテスタントの考えによれば、すべての人間は罪びとであり、神の恵みによってのみ救われる。
本人の善行のみに頼れば、地獄行きの破滅的宣告を受けることになるという
。

### 最後の審判
キリスト教とユダヤ教のどちらもが、審判について何らかを信じている。
過去主義派を除くほとんどのキリスト教宗派は、いつかイエスが再臨するとともに死者が復活し、最後の審判が下されると信じている。
イエスを自身の救世主として受け入れた人々は、救われて神の王国で神の御前に生き返り、イエスを救世主と認めなかった人は、火の海に投げ込まれて永遠に地獄をさまようか単に全滅させられることになるを参照。
ユダヤ教の典礼には、人の記録である『生命の書』に関する重要な祈りや談話がある。
神はそれぞれの人々について毎年、その死後に至っても審判を下すという。
一年に渡るこの審判の流れは、ローシュ・ハッシャーナーに始まり、ヨム・キプルで終わる。
さらに神は、個人の一日の活動についても、日々裁きの座に着いている。
来たるべきメシアの登場と同時に、神は亡命の間にイスラエルを迫害したことについて国民を裁く。
その後、神はトーラーの遵守についてユダヤ人をも裁くという。

### 天国と地獄
天国や地獄を実在の場所として描写したユダヤ文学はほとんど存在しない。
またヘブライ語聖書には、来世について言及した箇所は数えるほどしかない。
1つはサムエルのぼんやりした幻影で、サウル王の命令によりエンドアの魔女が呼び出した。
もう1つは預言者ダニエルによる書に、地中に眠る人々が目を覚まし、永遠の命や永遠の憎悪を得るという記述がある。
古代イスラエルでは、個々人の不死性よりもイスラエル国家全体の運命に関心が持たれていた。
来世についての考えは第二神殿時代に発達したが、さまざまなユダヤ教宗派がこれに異を唱えている。
ファリサイ派は、死んで墓の中に休む人々の身体はメシアが現れた時に復活し、その身体には永遠の魂が宿ると信じている。
マイモニデスもまた、復活の概念を13の信仰箇条に取り入れている。
ユダヤ教の見解は、初めに神は裸のアダムに衣を与え、最後に死んだモーセを葬ったという、トーラーについての所見に要約される。
イスラエルの子らは40日間嘆き続けたのち、それぞれの人生を生きた。
ユダヤ教で天国はしばしば、神がタルムードを天使と討議する場とされ、そこでユダヤ人は口伝と成文のトーラーを永遠に学び続けるという。
ユダヤ人は、永遠に続く苦悩の場所としての地獄を信じていない。
ゲヘナとは煉獄であり、ユダヤ人は浄化されて天国に行くまでにここで、これまでの罪深さによっては最高12か月を過ごす。
特定の種類の罪人は、天国に行くに足るほどの浄化は永遠にかなわず、永遠の苦悩に直面するというよりはむしろ単純に存在が消されるのだと示唆する者もある。
したがって、自殺などの冒涜を行ったものは、ユダヤ人墓地に埋葬されないなど罰としてコミュニティーから遮断されることになる。
もっとも実際には、自殺者は精神的に無力で行為の責任を取れる状態になかった、とラビが裁定することも多い。
ユダヤ教はまた悪魔が支配する地獄という概念も持たない。
神の采配はすべてに及ぶため、悪魔といえど神の1天使に過ぎないのである。
カトリックもまた煉獄を信じ、そこから天国に行けると考えている。
しかし大多数のキリスト教徒は、地獄とは焼けつくような火の海で、その苦悩は決して終わりを迎えることがないと考えている。
火炎の苦悩は永遠ではなく、そこにいる人も最終的には救われる、またはその存在を消されると考えている宗派は、ごく少数である。
キリスト教徒にとっての天国は、さまざまな方法で表現される。
新約聖書、特にヨハネの黙示録には神の王国について記述があり、天国とは新しく再建された地球であり、来たるべき世に罪や死は無縁であり、新しいエルサレムは神、イエス、144,000人のイスラエル人を筆頭とするすべての種族で最も正しい信者、平和に生き巡礼に参加して都市に栄光をもたらして救済を受けたすべての人々により導かれるという。
預言者エレミヤがイスラエル人に災難の兆しを預言したのと同様、キリスト教ではしばしば、報酬としての天国、罰としての地獄の約束が、善悪のふるまいへの刺激とされる。
現代のユダヤ教は一般的にこのような形での動機づけを拒否し、その代わりに、正しいことを正しく行えと教える。
マイモニデスは次のように記述している。

「私は、トーラーの指針を実行し、その知恵を学びます。だからトーラーに書かれた天の恵みのすべてをお与えください。来世での恵みをお与えください。私はトーラーで禁じられた禁忌を犯しません。だからトーラーに書かれた災いからお守りください。来世での命をお与えください。」という言葉は不適切である。このような流儀で神に仕えるのは妥当ではない。これは恐れから神に仕えるやり方である。このようなやり方は預言者や賢人と同じ方法ではない。このようなやり方で神に仕えるのは、無知な者と女性と子どもだけである。彼らは訓練の期間には恐れから神に仕えるが、充分な知識を得れば愛から神に仕えるようになる。愛から神に仕える人は、トーラーを学び、指針を実践し、知恵にしたがって歩む。しかしそれは、まったく下心からではなく、恐れや害悪からでもなく、利益を得るためでもない。彼が真実を追求するのは、それが真実だからであり、利益はそこに付随するものに過ぎない。アブラハムの時代、聖なるただ一人の神が私たちの始祖に「我が友(イザヤ書 41:8 － 「 ohavi 」＝私を愛する人)と呼びかけたのは、彼が愛からのみ神に仕えたからである。聖なるただ一人の神がモーセを通じて「あなたの神、主を愛しなさい(6:5)」と我々に命じたのは、現代への配慮である。人は真実神を愛するようになれば、自然とすべての指針を実践するようになる。　　　　(マイモニデス『ヤード』第10章)

### メシア
いつの日かダビデ王の末裔が現れてイスラエル王国を復興し、イスラエルと世界のすべての国家に、平和・繁栄・精神的理解の時代の到来を告げる日が来ると、ユダヤ人は信じている。
ユダヤ人はこの人物を「メシア」(Moshiach、聖油を塗られた人の意)と呼び、英語ではこれを「メサイア」(messiah)と訳す。
伝統的にユダヤ人は、メシアとは純然たる人間であり、人間の両親から、超自然的な要素はまったくなしに生まれてくると考えている。
メシアと神の関係は、預言者とタナハの関係と、同様であることが望ましい。
モーシェ・ベン＝マイモーン、別名マイモニデスは、タルムードの解説の中で次のように記述している。
イスラエルのすべての人々はトーラーに立ち返る。イスラエルの人々はイスラエルの地に呼び戻される。エルサレムの神殿は再建される。イスラエルは他の国家の中で対等に生き、自身を守るにふさわしい力を蓄える。やがては戦争、憎悪、飢饉は終わり、平和と繁栄の時代が地上に訪れる。
また次のようにも書いている。
そしてもし王がダビデ王家の中から立ち上がり、彼の父ダビデ同様、トーラーを学んで戒律に励み、成文と口伝のトーラーに従い、すべてのイスラエルを従えて弱点を補強し、神の戦に参加するならば、この人はメシアとして扱われる。もし彼が成功し(すべての国を従えて。古い版はない)、適切な場所に神殿を建て、迷えるイスラエルを呼び集めるならば、この人はまさしくメシアであり、全世界を巻き込んで神を崇拝するだろう・・・しかし彼が失敗したり殺されたりしたならば、彼はトーラーが我々に約束した人物ではなかったことが明らかとなり、彼は実際には、適切で健全なダビデ王家の子孫だったということになる。
彼はまた、メシアの特質を明らかにしている。
聖なる王は奇跡と御しるしを現し、新しいものを世界に生み出したり死人を生き返らせたりするのだと考えてはいけない。問題はそこではない。ラビ・アキバは偉大なミシュナー学者であり賢人であり、またベン・コシバ・シメオン・バル・コクバ王の軍師でもあった。彼と同時代の賢人は皆バル・コクバをメシアと認めたが、彼は反乱で戦死した。彼が殺されて初めて、賢人は彼がメシアではなかったことを知った。賢人は彼に、奇跡も御しるしも求めてはいなかった。
上記のような主張を押さえて、キリスト教ではイエスを、モーセと同じく神の命令を受け契約を交わして束縛から人々を解放する預言者、メルキゼデクのようにレビ族の聖職者が見劣りするほど立派な聖職者かつユダヤ人を支配したダビデのような王、神のごとく全世界を支配するダビデの後継者という、成就と3つの聖別の儀式の融合とみなし、
メシアと認めている。
キリスト教徒にとってイエスは神のことばであって、人であると同時に神であり、自身を犠牲にすることで人間の救済を可能にしたのだと考えている。
天国でイエスは神の右側に座り、終わりの時には再臨して最後の審判を下すと考えられている。
ヘブライ語聖書に関するキリスト教の読本は、イエスについての記述を数多く拾い出している。
いくつかは明確な予言の形を取っているが、ほとんどは前兆のような伏線の形で示される。
伝統的にほとんどのキリスト教読本は、聖書に書かれたほぼすべての予言は、実はイエスの光臨を暗示したもので、旧約聖書についても同様だと主張している。

#### カトリックの見解
カトリックは「エクストラ・エクレシアム・ヌラ・サルス」(教会外に救済なし)と教えているが、レオナルド・フィーニー神父のようにこれを「救済はカトリック信者に限られる」と解釈したものもいた。
また同様に、教会のメンバーでない人々は救済にたどりつけないという可能性を否定できない。
最近、この教えについては第2バチカン公会議の公会議文章『ウニタティス・レディンテグラティオ』(エキュメニズムに関する教令、1964年)、『ルーメン・ジェンティウム』(教会憲章、1964年)、『ノストラ・エターテ』(キリスト教以外の諸宗教に対する教会の態度についての宣言、1965年)と、法王ヨハネ・パウロ2世の回勅『ウト・ウナム・シント』(キリスト者の一致、1995年)、ローマ教皇庁教理省の宣言『ドミヌス・イエズス』(イエス・キリストと教会の救いの唯一性と普遍性について、2000年)で特に取り上げられている。
教理省宣言では、非キリスト教徒はカトリックと比較して「深刻な欠陥をもって」いると主張したことで批判を浴びたが、また「正式な教会信徒でない人々にも、キリストの救済は恩寵により及ぶ。教会との関係が正式でなく恩寵がはっきりとは及ばなかったとしても、彼らの精神的肉体的状況に合わせて彼らを教え導くことはできる。」とも述べてもいる。
ヨハネ・パウロ2世は2000年10月2日、この宣言は非キリスト教徒の救済を積極的に否定したものではないと強調した。
「...この告白は、非キリスト教徒への救済を否定するものではなく、その最終的な源は人と神が一体化したキリストであることを指摘している。」
12月6日、法王は声明を発表し、教会は他宗教の信者にも救済は与えられるという伝統的な姿勢を維持すると再び強調した。
「福音は、八福に従って生きる人々、勇気ある貧者、心の純粋な者、愛を胸に生の苦しみに耐える人々は、神の王国に入るだろうと我々に教えている。」
さらに法王は「誠実な心で神を求める人々は、キリストとその教会を未だ知らぬ人々であったとしても、みな恩寵を受けてこの王国の建設に貢献しているのだ。」と付け加えた。
2002年8月13日、アメリカのカトリック司教らが、改革派と保守派のユダヤ教指導者らとの共同声明を発表した。
これは「契約と布教における省察」と呼ばれ、ユダヤ教徒を改宗の対象としてはならないと断言した。
声明では「ユダヤ教徒はすでに神との契約を済ませて」おり、「ユダヤ教徒は神の王国実現に向けて世界を調えるため神に呼ばれている」とした。
しかしアメリカの一部パプテスト派と他のキリスト教原理主義者には、未だ「疑り深い」ユダヤ教徒に援助活動と称して関わることは、自分たちの義務だと考える者もいる。

#### 東方正教会の見解
東方正教会は、「メタノイア」(悔い改め)の続く人生を強調し、思想、信仰、行動の改善を説く。
ユダヤ教イスラム教その他の非キリスト教を信仰する者の救済について、正教会は伝統的に「教会外に救済なし」と教えている。
他の宗教であっても、キリスト教徒一致するところがあれば、そこに真実が存在する可能性があると正教会は認めている。
正教会の神学者の多くは、すべての人々にはその死後、イエスを始めとする神と一体化し、教会の一員となる機会があると信じている。
神は思いやりがあって慈悲深い存在なので、福音書のメッセージに耳を傾けない者がいたとしても、異端にゆがめられた福音書を信仰していたとしても、その人を断罪することはないと考えている。
そのため、彼らはいつか本物の情報に基づいて決断する機会が与えられなくてはいけない。
神を拒絶することに固執していた人々も、人生のすべての源、神の愛から自分を切り離し続ければ、最後には自分自身を非難することになる。
ユダヤ教徒もイスラム教徒もその他宗教の信者も、来世ではキリスト教に改宗すると考えられている。
通称モルモン教は正教会には分類されないが、この宗派もまた正教会同様の信念を持ち、死者に洗礼を行う。
これによりその祖先までもが儀式を受け入れる機会を与えられると信じている。

### 改宗
ユダヤ教は、布教をしない。
正統派のユダヤ教は、改宗してユダヤ教徒になることを故意に難しくしており、生活、学習、公正、行動面において数年間あらゆる努力を重ねるよう要求する。
最終判断においても、決して必然的な結果を得られるとは限らない。
ユダヤ人と結婚してもシナゴーグに通っても、コミュニティや宗教にどれほど深い関わりがあってもユダヤ教徒にはなれない。
ただ本式にのっとって懸命に、ゴールの見えない作業に何年も取り組む様子を監督され、それをはっきりと保証されることによってのみ改宗は果たされる。
この過程がいくらか簡潔になったユダヤ教宗派も存在するが、まだ決して一般的ではない。
過去にはユダヤ教が布教を行っていたこともあるが、これは活発な布教活動というよりも、改宗への開放性というべきものであった。
ユダヤ人は、神に接近するのにユダヤ教徒である必要はないと信じているので、非ユダヤ教徒がユダヤ教に改宗するよう、宗教的圧力をかける必要性がない。
例外としてハシディズムに属する宗派ハバド・ルバヴィッチではここ数十年間、非ユダヤ人にとってキリスト教に代わるものとして「ノアの七戒」を活発に奨励している。
対照的にキリスト教は、明らかに布教の宗教である。
キリスト教徒はイエスから「それゆえ、あなたがたは行って、すべての国の人々を弟子としなさい」という大宣教命令を受けている。
歴史的にみれば福音主義は、死や大規模追放の脅しによる強制改宗につながったこともある。
この種の濫用はもはや一般的でなくなったとはいえ、特定の時期、特定の場所では、福音主義は高圧的な強制に向かい、重要な悪意をもたらすことがある。

## 相互見解

### ユダヤ教から見たキリスト教
ユダヤ人の多くはイエスを、大勢いる自称メシア(偽メシア)のうちの1人にすぎないと考えている。
モーセの律法に定められた預言者の試練を成し遂げた者はまだ誰もいないと考えている。
そうでない者は、イエスは非ユダヤ人と働いたラビでありメシア的な存在ではあったものの、本人より後の時代の追従者によってゆがめられたのだと見なしている。
イエスとその支持者の名においてユダヤ人の心身に対し数多くの暴力が振るわれ、多くの教会の活動でいまだ福音主義がはびこっているため、多くのユダヤ人はイエスについて討論することにも不快を感じ、彼をイェシュと呼び価値ある人物としては扱わない。
「ユダヤ人はイエスについてどう考えるか」という質問に対する答えとして、哲学者ミルトン・スタインバーグは、ユダヤ人にとってイエスはラビ以上の何ものでもないと主張している。
「ほんの数点でイエスは伝統を踏み外した」とスタインバーグは結論付けている。
「そのほんの数点で、彼は失敗したのだとユダヤ人は考えている。」
律法の研究書である『タルムード』では、イエスは断片的に批判的言及がなされている。イエスの生涯を逐一追ったものではないが、イエスが私生児であり、ダビデの家系ではあり得ないこと。イエスがラビの教えに背き破門されたこと。イエスが弟子達と淫らな関係にあったこと。ユダヤ教のラビ達は、ローマ法に拠ることなく（ポンテオ・ピラトに死刑を要求したのではなく）、ユダヤの律法に則って異端者であるイエスを石打の刑に処し、遺体を木に晒したこと。イエスは沸騰する糞便の中で永遠に座らせられる（『マタイによる福音書』のイエスとファリサイ派の手洗いの論争を踏まえた説話）ことなどを説いている。
これとは別に、イエスの生涯を批判的に再構成した『トルドート・イェシュ（イエス伝）』も流布した。原型となる説話は2世紀までに作られた。様々な異本が存在し、ポンテオ・ピラトとヘロデが登場するものと、女王ヘレナ（ヘレネ）がパレスチナを治めているという設定の物に大別される。9世紀以降に「ユダヤ教の迷信」としてキリスト教側に認識されるようになった。さらに、13世紀にライムンドゥス・マルティニ『信仰の短剣』で大々的に糾弾され、キリスト教徒によるユダヤ教徒迫害の大義名分として利用されるようになった。このため、ユダヤ教の指導者は、むしろはた迷惑な民間伝承として批判する者も多かった。
ユダヤ教では、神はどの人間にも犠牲を要求することはないと信じている。
この点は、アケダーすなわちイサクの燔祭の物語についてのユダヤの伝統で強調されている。
ユダヤ人の解釈では、トーラーのアケダーは、神がアブラハムの信仰と意志に試練を与えた物語であり、イサクは実際には生贄として捧げられる予定ではなかったという。
このようにユダヤ教は、誰かが、他の誰かの罪のために死ねる、あるいは死ななくてはならないという概念を拒絶する。
ユダヤ教は、神の意志に従って、この世でどう生きて人生を神聖なものとするべきか、学ぶという現実性に焦点を当てており、来世への希望については重視していない。
ユダヤ教はキリスト教と違って、天国(ガンエデン)と同様、来世で罰を受けるという場所(ゲヘナ、地獄)の概念を信じてもいないし、それを焦点にもしていない。
ユダヤ教は、イエス崇拝の本質は多神教的なものと見なし、キリスト教が一神教の複雑な形とする三位一体の説明を拒絶する。
キリスト教の祝日は、ユダヤ教にとっては宗教的重要性をもたず、それを祝うこともない。
しかし西側の世俗的なユダヤ人の一部には、クリスマスを単なる休日と見なす者もいる。

### キリスト教から見たユダヤ教
キリスト教はユダヤ教を成就し継承するものだと、キリスト教徒は考えている。
教義、一神教を始めとする多くの実践、メシア信仰、祈りや聖書朗読に見られる崇拝の独特の様式などが、ユダヤ教に通ずると考えている。
ユダヤ教は罪を償うために血の贖いを必要としたものの、第二神殿の破壊後にそれを放棄したと、キリスト教徒は考えている。
ほとんどのキリスト教徒は、中継ぎとしてモーセの律法も必要ではあったが、キリストの磔刑以降は一般にも儀礼上にも、心からの支持は新しい契約が取って代わったと考えている。
一部のキリスト教徒は、新しい契約の神学にこだわる。
新しい契約が結ばれ、ユダヤ人がモーセのシナイ契約のもと祝福を受けることは終わったと述べている。
この考えに異を唱えるキリスト教徒は、アブラハムの契約のもとユダヤ人は特別な位置にあると認めている。
新契約神学は、このように二契約神学とは対照的な立場をとる。
ユダヤの人々を神に近い民族と見なし、ユダヤ人の解釈や展望を理解し自身の信仰に取り入れてユダヤ教をその「親」宗教として尊重し、キリスト教のルーツをより完全に探し当ててそこに立ち戻ろうと考える者もいる。
ユダヤ教の要素を受け入れたキリスト教徒は、ときおりジュダイザーとしてキリスト教徒に非難される。
彼らは非ユダヤ人のキリスト教徒に圧力をかけ、現代のキリスト教徒のほとんどがモーセの教えを拒否していることを明らかにしようとする。

## 相互関係
２つの宗教はそれぞれ、相手宗教に対してさまざまな見解をもっている。
その上２つの宗教間には、対立、迫害、ときには和解といった、痛みを伴う長い歴史がある。
その歴史は時間と共に、2つの宗教の関係に対する互いの見解にも影響を与えてきた。
ユダヤ人への迫害、改宗強制、強制連行といったヘイトクライムが何世紀にもわたって起きては、ときおり和解のそぶりを見せている。
ポグロムは欧州キリスト教世界ではよく起きたし、組織化された暴力を受けたり、土地の所有や職業を制限されたり、強制移住でゲットーに押し込められたり、服装規定を義務化されたりと、屈辱的な行動や拷問を強いられたこともあった。
そのすべてが、ユダヤ人の文化に大きな影響を与えた。
キリスト教徒はユダヤ教徒を、古い契約の保持者だと受け止めている。
ユダヤ教徒はキリスト教徒を、唯一神を崇拝する、もしくは独自の宗教観を持つ非ユダヤ人と受け止めている。
これまでの長い期間、それぞれの一部が他方を、さまざまな疑いと敵愾心を持って見てきたことは否定できない。
マルティン・ブーバーにしてみれば、ユダヤ教とキリスト教はどちらも同じメシア信仰に基づく派であった。
ブーバーはこのテーマを基に、ユダヤ教とキリスト教の間に生じる緊張について有名な定義づけを行った。

メシア以前に、我々の運命は分かたれている。今やキリスト教徒にしてみればユダヤ教徒は、起きたことを見ようともしない、理解しがたい頑固者である。そしてユダヤ教徒にしてみればキリスト教徒は、この報われない世の中でも贖いが成就したと言い切る、理解しがたい向こう見ずである。この大きな隔たりには、人の力で橋を架けることなどできはしない
。

1809年に設立されたイングランド国教会のロンドン・ユダヤ人協会(CMJ)のように、強制的でない宣教や援助活動が行われている例もある。
明白なのは、公的にはほとんどの人々が並んで平和に過ごし、数多くの段階で力強い対話がなされて過去の争いを調停し、歴史的遺産を共有し、古代ユダヤからの精神的血統や宗教的なつながりに多くのキリスト教徒が重きを置いていることである。
キリスト教徒とユダヤ教徒は、どちらも同じ全能の神を崇拝し、共通の預言者が何人かいて、どちらの宗教も世界をより良い場所にすることをめざしているという事実を認めることで、最終的には共存できる。
ホロコーストののち、ユダヤ教徒とキリスト教徒が互いの相違を尊重する、新しい関係を作ろうとする試みがなされた。
1942年にキリスト教ユダヤ教協議会が設立され、国際キリスト教ユダヤ協議会(ICCJ)も設立された。
1947年にゼーリスベルク会議が開かれ、キリスト教徒の反ユダヤ主義の原因に関わってゼーリスベルクの十箇条が採択された。
60年後に再び、ICCJによるベルリンの十二箇条は2つの異なる宗教コミュニティ間の対話を表明しようとしている。

## 参照項目
- メシアニック・ジュダイズム
- マルティン・ルター著『ユダヤ人と彼らの嘘について』
- 反ユダヤ主義と新約聖書
- 適法なるイエス
- en:Pope John Paul II and Judaism
- en:Judeo-Christian